# De Graça
| Críticas profissionais | Críticas profissionais |
| Avaliações da crítica  | Avaliações da crítica  |
| Fonte                  | Avaliação              |
| ---------------------- | ---------------------- |
| Notas Musicais         | [ 1 ]                  |

De Graça é o segundo álbum de estúdio do cantor e compositor paulista Marcelo Jeneci, lançado em 18 de outubro de 2013 pelo selo Slap da gravadora Som Livre. O álbum é produzido por Alexandre Kassin com Adriano Cintra de copiloto, e o disco traz treze faixas escritas pelo próprio cantor e com a colaboração de artistas como Arnaldo Antunes, Isabel Lenza, Laura Lavieri e Raphael Costa. Em fevereiro de 2014 o disco ganhou uma versão em vinil contendo 12 faixas.
Com o disco, Marcelo Jeneci ganhou o prêmio de Melhor Compositor pela Associação Paulista de Críticos de Arte (APCA), e foi indicado ao Grammy Latino como Melhor Álbum de Música Popular Brasileira, mas não venceu a categoria.

## Lista de faixas
| N.º            | Título                    | Compositor(es)                              | Duração  |  |
| 1.             | "Alento"                  | Marcelo Jeneci Isabel Lenza Arnaldo Antunes | 3:49     |  |
| 2.             | "De Graça"                | Jeneci Lenza                                | 3:03     |  |
| 3.             | "Temporal"                | Jeneci Lenza                                | 2:27     |  |
| 4.             | "Tudo Bem, Tanto Faz"     | Jeneci Laura Lavieri Antunes                | 3:33     |  |
| 5.             | "Nada a Ver"              | Jeneci                                      | 3:37     |  |
| 6.             | "A Vida é Bélica"         | Jeneci Lenza                                | 3:29     |  |
| 7.             | "O Melhor da Vida"        | Jeneci Lenza                                | 4:50     |  |
| 8.             | "Um de Nós"               | Jeneci                                      | 4:46     |  |
| 9.             | "Pra Gente Se Desprender" | Jeneci Lenza                                | 5:57     |  |
| 10.            | "Julieta"                 | Jeneci Lenza                                | 2:38     |  |
| 11.            | "Sorriso Madeira"         | Jeneci                                      | 2:37     |  |
| 12.            | "Só Eu Sou Eu"            | Jeneci Arthur Nestrovski                    | 1:49     |  |
| 13.            | "9 Luas"                  | Jeneci Raphael Costa                        | 5:18     |  |
| Duração total: | Duração total:            | Duração total:                              | 00:47:53 |  |

| Lado A |                       |                             |         |  |
| N.º    | Título                | Compositor(es)              | Duração |  |
| 1.     | "Alento"              | Jeneci Isabel Lenza Antunes | 3:49    |  |
| 2.     | "De Graça"            | Jeneci Lenza                | 3:03    |  |
| 3.     | "Temporal"            | Jeneci Lenza                | 2:27    |  |
| 4.     | "Tudo Bem, Tanto Faz" | Jeneci Lavieri Antunes      | 3:33    |  |
| 5.     | "Nada a Ver"          | Jeneci                      | 3:37    |  |
| 6.     | "A Vida é Bélica"     | Jeneci Lenza                | 3:29    |  |
| 7.     | "Só Eu Sou Eu"        | Jeneci Arthur Nestrovski    | 1:49    |  |

| Lado B |                           |                      |         |  |
| N.º    | Título                    | Compositor(es)       | Duração |  |
| 1.     | "O Melhor da Vida"        | Jeneci Lenza         | 4:50    |  |
| 2.     | "Um de Nós"               | Jeneci               | 4:46    |  |
| 3.     | "Pra Gente Se Desprender" | Jeneci Lenza         | 5:57    |  |
| 4.     | "Julieta"                 | Jeneci Lenza         | 2:38    |  |
| 5.     | "9 Luas"                  | Jeneci Raphael Costa | 5:18    |  |